# Caviceps flavipes
Caviceps flavipes är en tvåvingeart som beskrevs av Malloch 1924. Caviceps flavipes ingår i släktet Caviceps och familjen fritflugor. Inga underarter finns listade i Catalogue of Life.